# Letecký zákon
Nynější Zákon o civilním letectví (oficiální zkrácený název nemá, neoficiálně je nazýván zkráceným názvem předchozího zákona letecký zákon) byl v České republice vyhlášen pod číslem 49/1997 Sb. Do zákona jsou implementovány požadavky mezinárodní Úmluvy o mezinárodním civilním letectví a dalších mezinárodních úmluv. Zákon nabyl účinnosti 1. dubna 1997 a od této doby byl již více než dvacetkrát novelizován.
Předchozím zákonem upravujícím tuto oblast byl zákon č. 47/1956 Sb., o civilním letectví (letecký zákon), ve znění zákona č. 40/1964 Sb., zákona č. 43/1976 Sb., zákona č. 90/1990 Sb., zákona č. 383/1990 Sb. a zákona č. 305/1993 Sb. Tomuto zákonu předcházel zákon č. 172/1925 Sb., o letectví, ve znění zákona č. 48/1930 Sb.

## Prováděcí a navazující předpisy
K zákonu č. 49/1997 Sb. vydalo Ministerstvo dopravy České republiky prováděcí vyhlášku č. 108/1997 Sb.
Přílohy k Chicagské úmluvě (Annexes ICAO) č. 1 až 19 specifikují činnosti a normy v mezinárodním civilním letectví. Ministerstvo dopravy České republiky je vyhlašuje formou výnosů jako tzv. letecké předpisy. Základní řada leteckých předpisů má označení L1 až L19.

## Mezinárodní úmluvy
Vyjmenovány jsou především ty úmluvy, ke kterým přistoupila Česká republika.

### Chicagská úmluva
Úmluva o mezinárodním civilním letectví (tzv. Chicagská úmluva) byla sjednána 7. prosince 1944 v Chicagu pod záštitou vlády Spojených států amerických (v jejímž archivu jsou uloženy ratifikační listiny a která byla pověřena administrativními úkony) a Spojených národů a v Československu publikována pod číslem 147/1947 Sb. n. a z. Touto úmluvou byla ustavena Mezinárodní organizace pro civilní letectví (ICAO).
Samotná Chicagská úmluva byla v rámci činnosti ICAO osmkrát doplněna. Současné znění Dohody má označení ICAO Document 7300/8. Proto členské státy ICAO v souladu s tím několikrát novelizovaly své zákony o civilním letectví.

### Varšavská úmluva
Úmluva podepsaná 1929 ve Varšavě, zákon č. 243/1933 Sb. Jedná o sjednocení některých pravidel o mezinárodní letecké přepravě a o odpovědnosti za škodu. Definuje se odpovědnost leteckého dopravce za přepravní škodu.
Obsahuje také požadavky na dopravní listiny:
- letenku
- průvodku na zavazadla
- nákladní letecký list

Stanovuje se rozsah odpovědnosti dopravce, a to pevnými částkami, kde limit odškodnění je 1500 FRF Poincare (francouzský frank rovnající se svou hodnotou 65,5 mg zlata o ryzosti 900/1000). V roce 1975 stanoveno odškodnění namísto Poincare v SDR, aby nebylo závislé na kolísající ceně zlata.

### Římská úmluva
Úmluva podepsaná 1952 v Římě, zákon č. 49/1997 Sb. Jde o úmluvu o odškodňování škod způsobených provozem zahraničního letadla vůči třetím osobám nebo zemi. Podle této úmluvy musí každá osoba, která utrpí škodu na zemi, prokázat, že tato škoda byla způsobena letadlem za letu, anebo osobou nebo věcí, která vypadla z letadla za letu.

### Ženevská úmluva
Úmluva podepsána 1953 v Ženevě. Stanoví se mezinárodní pravidlo o uznávání práv k letadlům, aby se předešlo kolizím práva jednotlivých smluvních států.
Účelem je usnadnění financování nákupů letadel používaných v mezinárodní letecké dopravě pomocí úvěrů zajištěných zástavním nebo jiným právem.
Stanoví se, že veškeré zápisy týkající se jednoho letadla budou v jednom leteckém rejstříku, podle státní příslušnosti letadla. Tím se zamezilo dvojímu zápisu ve dvou státech.

### Tokijská úmluva
Tato úmluva byla podepsána 1963 v Tokiu pro „boj s nezákonnými činy proti civilnímu letectví“. Vyvolala to situace v 60. letech, kdy se rozmohly únosy dopravních letadel i s cestujícími.
Tato úmluva navazuje na Ženevskou úmluvu o volném moři z roku 1958, kde je definováno pirátství jako protiprávní akt násilí, spáchané posádkou nebo cestujícími lodi nebo letadla, namířený proti jiné lodi nebo letadlu, proti osobám nebo majetku.

### Haagská úmluva
Úmluva podepsaná v Haagu roku 1970 k „potlačení protiprávního zmocnění se letadel“. Tato úmluva postoupila dále než Tokijská úmluva. Únos letadla byl kvalifikován jako trestný čin a zavazuje smluvní státy, aby pro tyto zločiny byly vynášeny nejpřísnější tresty.

### Montrealská úmluva
Podepsána v Montrealu roku 1971, rozšířena 1988.
Od platnosti této úmluvy české právo zná specializované skutkové podstaty trestných činů ohrožení bezpečnosti vzdušného dopravního prostředku v úmyslu získat, nebo vykonávat nad ním kontrolu.
Jde o tyto trestné skutky:
- násilný čin proti letadlu za letu, čímž je ohrožena jeho bezpečnost
- zničení letadla za provozu nebo způsobení takové škody na letadle, že není schopné letu
- umístění předmětu na palubě, který může letadlo nebo jeho část zničit a ohrozit jeho bezpečnost
- poškození zařízení letadla, které naruší jeho bezpečný provoz
- sdělení nepravdivé informace, čímž je narušena bezpečnost provozu (poplašná zpráva)